# Sha'harit

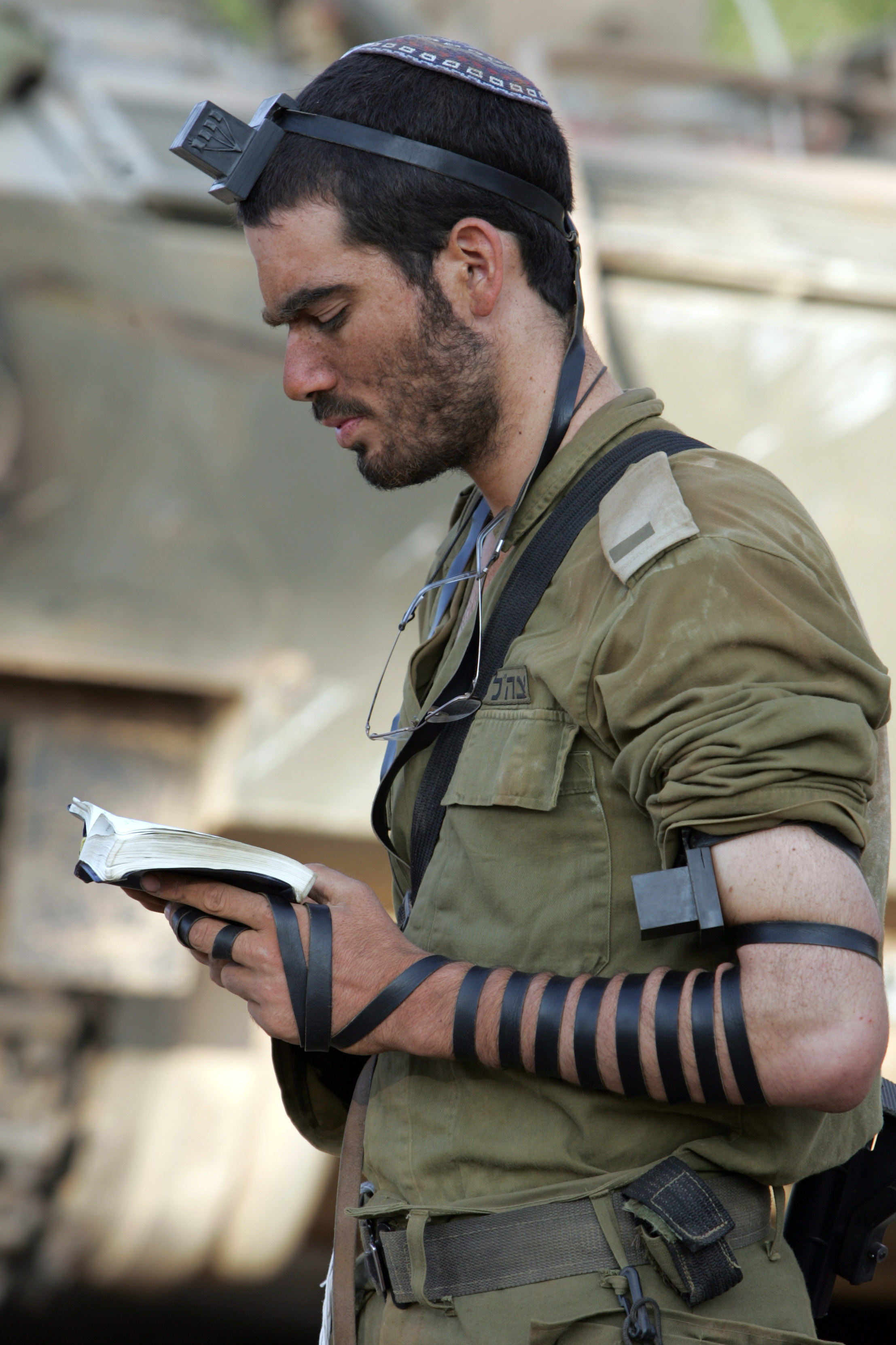
Le lieutenant Asael Lubotzky, membre des Forces armées israéliennes, prie avec des téfilines

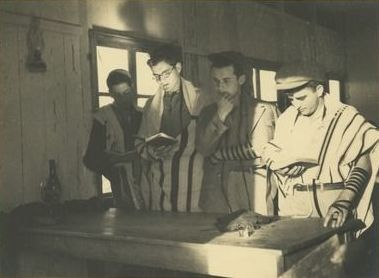
Sha'harit, Années 1930

L'office religieux de Sha'harit ou Chaharit (hébreu : תפילת שחרית - Tefilat Cha'harit) est l'ensemble des prières du matin que chaque juif doit faire, qu'il soit grand ou petit, vieux ou jeune, tourné vers Jérusalem.

## Structure de la prière du matin
Cet office est composé de plusieurs parties :
- les Berachots - bénédictions matinales ;
- la mise du taleth et des téfilines ;
- les Psouqei DeZimra ;
- la parasha hakorbanot
- le Shema Israël, précédé de deux bénédictions (Yotzer HaMeorot et Ahava), et suivi d'une bénédiction (Emet vayetziv) ;
- la Amidah ou Chemona Essreï ;
- la répétition de la Amidah ;
- les Tahanounims (supplications) ;
- Ashrei, ouva letsion ;
- le psaume du jour de la semaine ;
- kavé ;
- Alenou lechabeah.

Dans certaines communautés, après le Kaddish Yatom qui suit l’Aleinou lechabeah, on enfile les téfilines de Rabbenou Tam et on récite un certain passage.

## Halakhah avant Sha'harit
« Le Tsadik n'aura pour nourriture que ce que la Shekhina lui accordera. La Shekhina n'aura plus besoin d'être ici pour nourrir ; mais, au contraire, tout le monde en bas sera nourri par Elle. Pendant la "captivité d'Israël", la Shekhina et Celui qui vit dans toute l'éternité (Dieu) ont eu les dix-huit bénédictions de la prière pour la seule nourriture. Mais au moment de la Rédemption c'est la Shekhina qui constituera la nourriture du monde entier. C'est alors que l'arbre de vie sera planté dans le jardin (Genése 3:22) »

— Zohar
Bien que Yosef Caro ait déjà souligné l’importance de l’interdiction généralisée de manger ou de boire certaines boissons avant de Sha'harit, Nachman de Bratslav appréciait ceux qui mangent selon le désir de renforcer l’âme pour exercer la dévotion religieuse de les prières, l'étude de la Torah ou afin d'accomplir des mitzvot, selon cela sans exprimer son opinion sur la question "en cas de besoin pour la santé de la personne en plus des médicaments" ; Rabbi Nachman enseigne que, si une personne est méritante et s'efforce de trouver Dieu, son alimentation peut l'élever à un niveau de désir et de volonté pour Dieu qui transcende bien d'autres accomplissements spirituels : dans un tel cas, ses désirs physiques non seulement soutiennent ses aspirations spirituelles mais il devient un instrument intrinsèque de l'âme avec le physique pour ces aspirations! (Likutey Halakhot V)

« L'Ecriture ajoute enfin : "et l'homme devint un être vivant" (Livre de la Genèse 2, 7). Cela signifie que l'homme a été formé de telle manière qu'il puisse nourrir l'âme qui l'anime »

— Zohar
L'abstention de nourriture avant la prière juive du matin suggère donc que l'âme, de nature essentiellement spirituelle, présente cependant des éléments supérieurs à la matière, ou au corps : "Une personne peut être soutenue par l'essence intérieure de la nourriture, par une nourriture spirituelle. On mérite à tout cela avec la paix" (Likutey Halakhot I) . Maimonides aussi (Mishneh Torah) il a déclaré : Cela inclut ceux qui se livrent toujours au jeûne : ils ne sont pas sur la bonne voie, car les Sages ont interdit de se tourmenter avec le jeûne. À propos de cela et de problèmes similaires, Shlomo a déclaré : "Ne soyez pas trop justes ou trop sages, pourquoi devriez-vous être désolés?" (Kohelet Rabba/Ecclésiaste 7:16). L'Halakhah est : Il est interdit d'essayer de la nourriture ou de faire du travail avant de Sha'harit (Maimonides, Mishneh Torah).

### Ascétisme dans l'exercice de dévotion juif
« La congrégation d'Israël dit au Dieu Saint, béni soit-Il : "Maître de l'univers, je me suis imposé beaucoup plus de "restrictions" que ce que tu m'as dicté ... et je les ai tous remplis" »

— Talmud
Puisqu'il est clair que les jeûnes religieux juifs obligatoires, en tant que tels, font partie intégrante des Mitzvot communiquées au peuple juif dans la Torah, la question demeure de savoir si "un système de dévotion ascétique" est autorisé ou non, communément entendu comme "renoncement". Le Talmud est plein d'exemples, de paraboles et d'épisodes à cet égard, mais pendant des siècles dans la religion juive un excès de "renoncement" ne se produit plus dans les usages individuels aussi : à la fois "le jeûne volontaire" et les formules, "les actes d'auto-punition excessifs", bien que dans les limites de logique et rationalité, ne sont plus acceptés ni partagés.

« Pour guéris-toi pour le sang, on dit ainsi : "...Que doit contenir ce repas ? Un Docteur [de l’Halakha]  dit : 'De la viande, parce qu'il met de la viande... à la place de la viande'. Un autre [Docteur de l’Halakha] dit : 'Le vin de raisins, parce qu'il met une liqueur rouge... au lieu du sang rouge'” »

— Talmud - Shabbat, 129 a
Parmi les pratiques ascétiques les plus rigoureuses, le Talmud de les « phlébotomie ancienne », des immersions assez longues en glace, jeûne pendant des semaines entières, est le Talmud avec nombreux "Rabbanim" affrontaient presque quotidiennement les risques pour la religion, pour le reste du peuple juif et pour la Torah.

« Je suis venu dans ce monde pour montrer une autre façon, c'est-à-dire que l'homme voit qu'il acquiert ces trois choses : l'amour pour Dieu, l'amour pour Israël et l'amour pour la Torah ... et il n'est pas nécessaire de se mortifier »

— Baal Shem Tov
La question naturelle peut se poser quant à la raison de ce changement : bien que les modalités de la "discipline éthique" (Middot) incluent le contrôle total de ses facultés, surtout avant que tout risque de transgression de l'Halakhah puisse survenir, précisément avec le premier hassidisme le plus excessif rigueur est atténué par "une plus grande liberté religieuse", favorisant ainsi l'accomplissement des Mitzvot obligatoires avec plus de joie, conscience d'où la communauté avec d'autres juifs et, paradoxalement, avec plus de zèle et de sollicitude.
Il s'ensuit que trop de rigueur conduit inévitablement à la perte de la véritable perspective religieuse rédemptrice, en fait au détriment de l'observance même des préceptes de la Torah.

« Chaque personne doit être constamment connectée au plaisir spirituel et, aussi lorsqu’elle rencontre un plaisir physique, comme un délicieux repas de Shabbat, elle doit se concentrer sur la joie spirituelle qui est la force vitale de cet objet et non sur sa physicalité. Parce que par l'attachement à un plaisir spirituel il est rappelé par Dieu car Dieu est aussi profondément lié au plaisir spirituel, à un degré insondable, mais quand on s'attache à la physicalité de l'objet il s'en éloigne »

— Baal Shem Tov
La force du peuple juif réside avant tout dans l'âme, dans l'esprit, et par conséquent dans le corps aussi ; Yehouda Halevi déclare : non pas en force mais en esprit.

## Galerie

Prières du matin en Israël
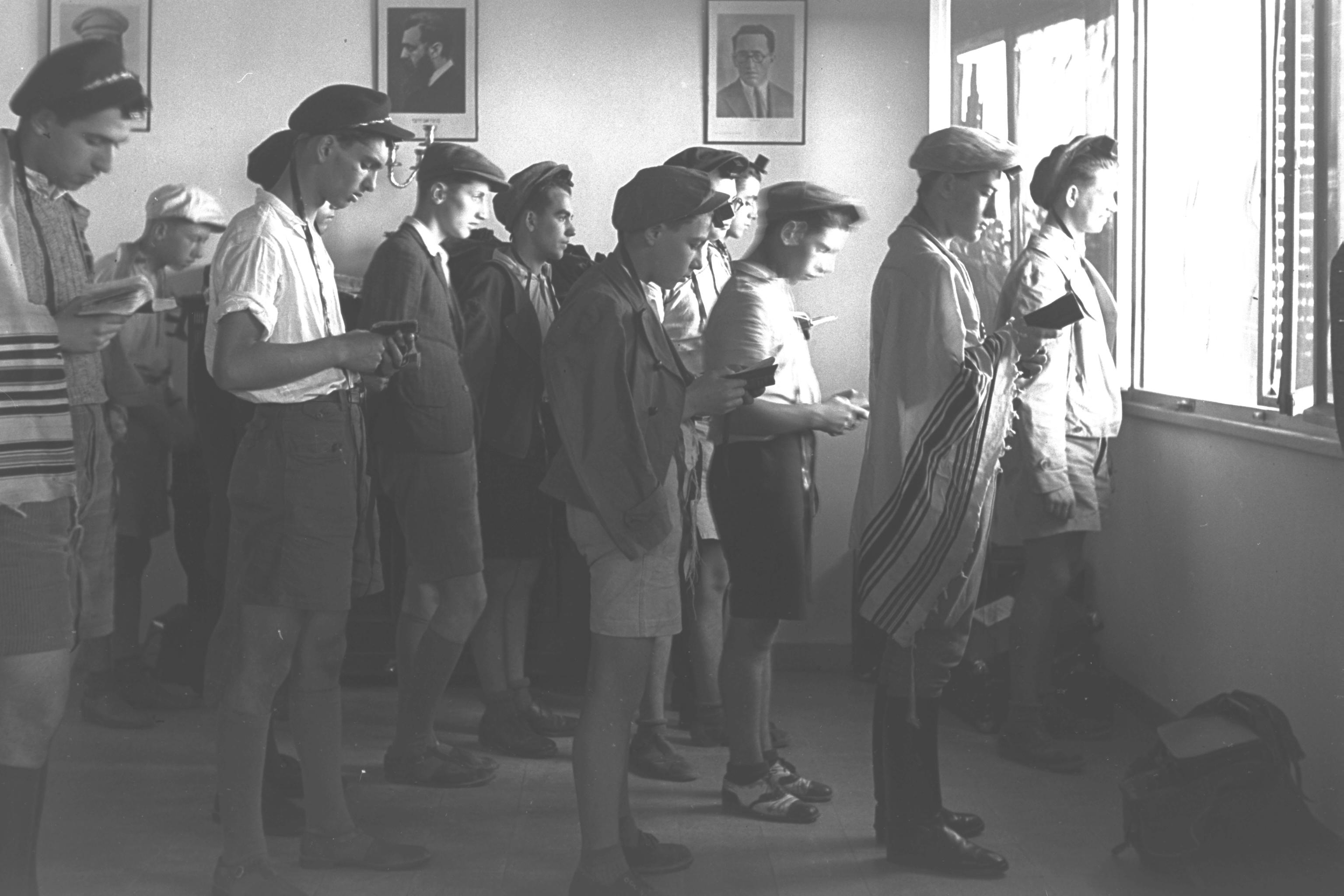
Adolescents à Haïfa, 22 octobre 1939
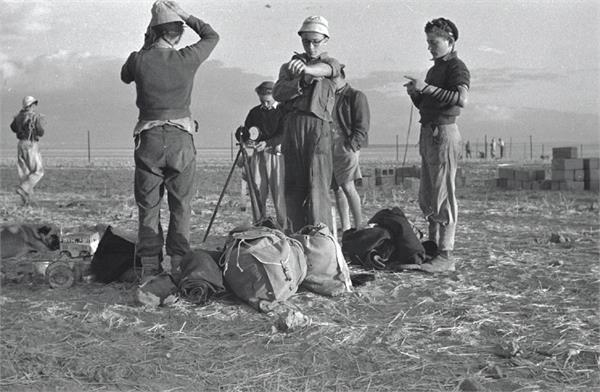
Pose des tephilines avant Sha'arit, 1er octobre$5 1946
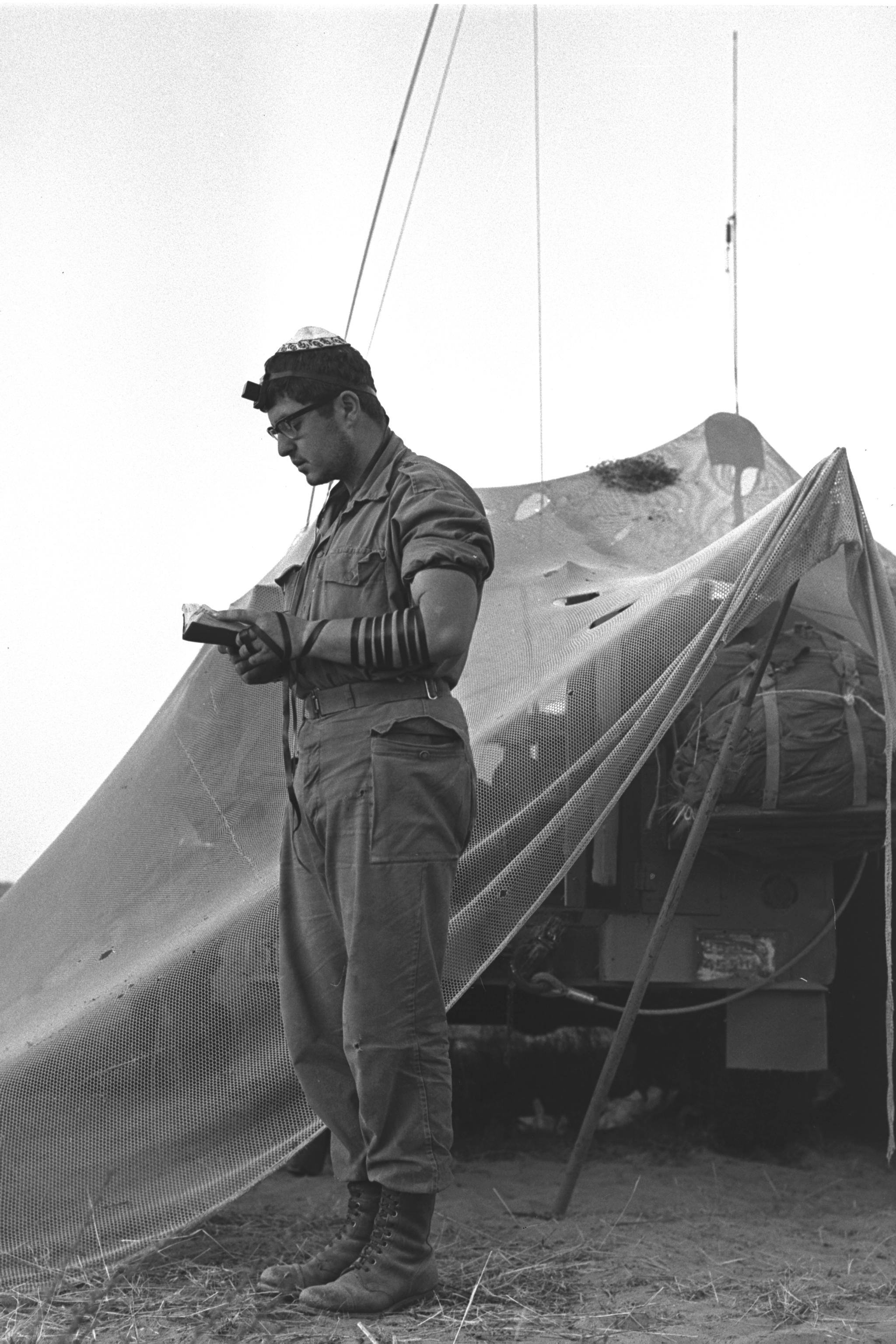
Soldat dans le Negev, 27 mai 1967
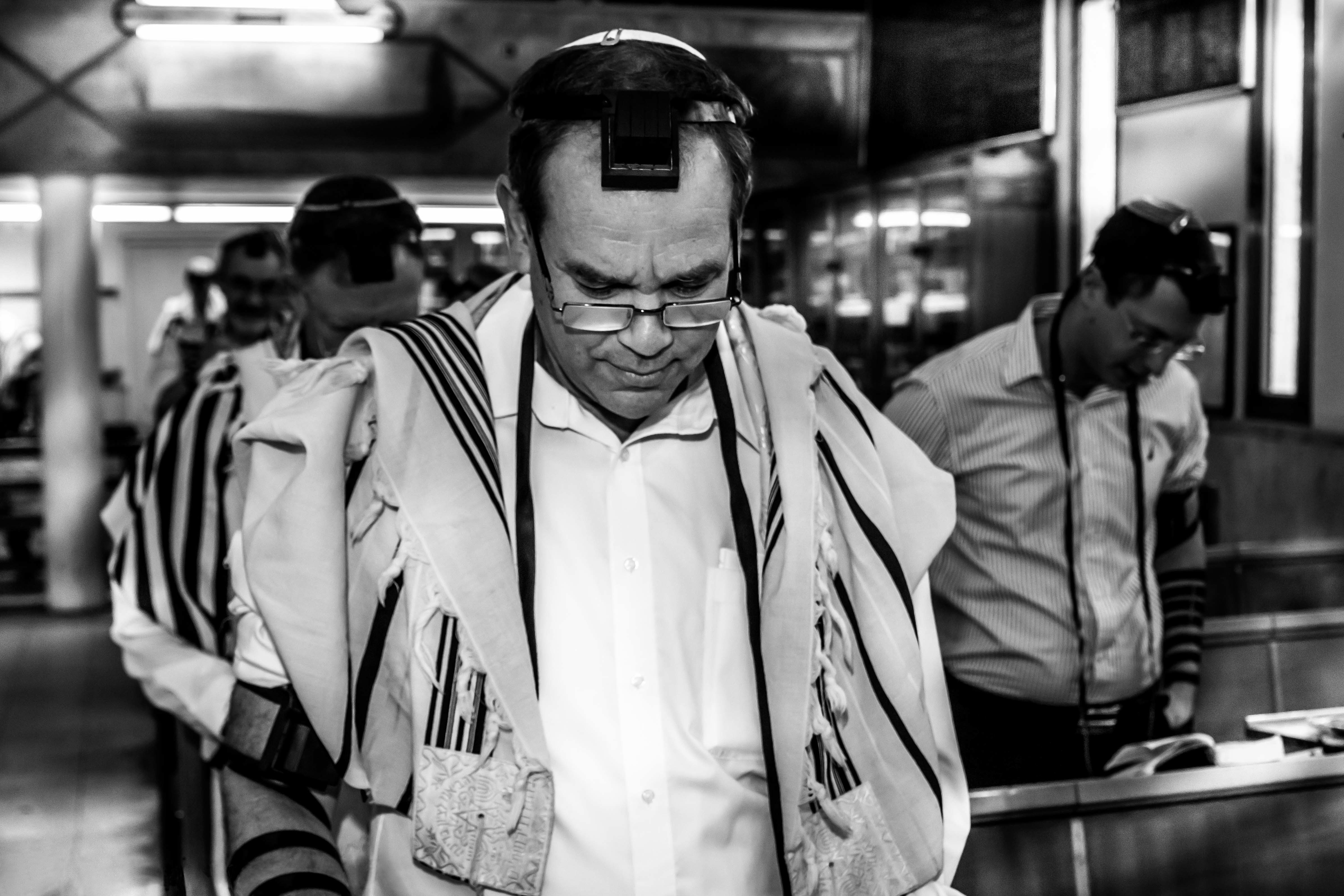
Avant une circoncision en Israël, 2014
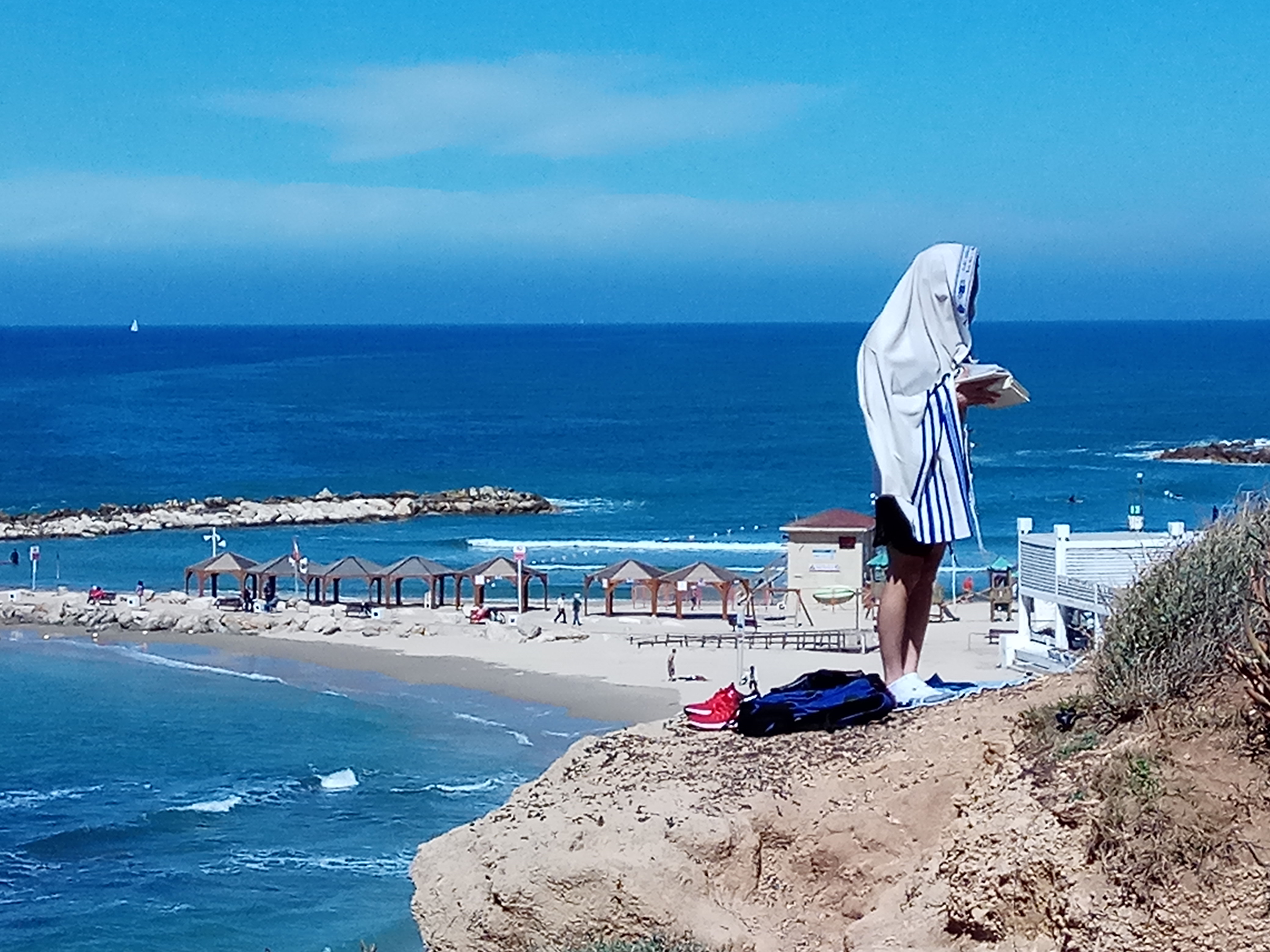
Surmontant la plage de Tel Aviv, 28 février 2018